# Правова система Мексики
Правова система Мексики ґрунтується на Конституції Мексики і слідує традиції континентального права.

### Федеральна Конституція
Конституція Мексики є основним законом (leyfundamental).

### Законодавство
Мексиканський конгрес створює законодавство у вигляді нормативних законів (leyesreglamentarias), які забезпечують дотримання Конституції, органічних законів (leyesorgánicas), якізабезпечують виконання організації, повноважень та функцій державних органів, та звичайних законів (leyesordinarias).  Вони опубліковані в Офіційному Журналі Федерації (DiarioOficialdelaFederación, DOF).

### Підзаконні акти
Президент Мексики створює правила для цілей тлумачення, роз'яснення, розширення або доповнення тексту закону.  Вони опубліковані в Офіційному Журналі Федерації (DiarioOficialdelaFederación, DOF).

### Прецедентне право
Мексика використовує форму усталеної судової практики (jurisprudence constante). Рішення Верховного суду є обов'язковими для нижчестоящих судів як судова практика, тільки після п'яти послідовних і безперервних рішень (ejecutorias), затверджених як найменш восьми суддями на пленарних засіданнях (enbanc), або, принаймні, чотирма суддями в палатах.  Рішення колегіальних окружних судів є законом, якщо вони засновані на п'яти послідовних та безперервних рішеннях, прийнятих одноголосно суддями, які складають кожний колегіальний суд.  Рішення підсумовуються у вигляді тез (tesis), з яких tesis jurisprudencial є обов'язковими (jurisprudenciaobligatoria), tesis aisladas є не обов'язковими, та tesis sobresalientes є тезами нотатками, які не є обов'язковими, проте мають переконливе значення. 
Такі рішення публікуються в Федеральному Судовому Тижневику (Semanario Judicial de la Federación), через свою газету (Gaceta del Semanario Judicial dela Federación).Повні рішення рідко публікуються в тижневику, проте буває, що Верховний суд, колегіальний окружний суд або загальний координатор складання та систематизації тез (CoordinaciónGeneraldeCompilación y SistematizacióndeTesis) вважають що вони повинні бути опубліковані; замість цього він розміщує в себе tesis de jurisprudencia або tesis aisladas.  Більш того, тези які набули обов'язкового характеру (tesisdejurisprudencia) публікуються щороку в додатку до тижневика.
Тижневик розбитий на серії з дев'яти Épocas.  Перші чотири Épocas (1871—1910) називаються історичною судовою практикою, і не є обов'язковими. Застосовувана судова практика, що починається з п'ятої епохи (1918—1957), є обов'язковою.  Найновішою є десята епоха (з жовтня 2011). 

### Доктрина
Континентальна традиція була розвинена правознавцями-науковцями (і як такі «органи» вони як були, так і продовжують бути), а не суддями та адвокатами, як у традиції загального права.  Правові трактати, створені цими вченими, називаються доктриною і часто використовуються таким же чином як прецедентне право використовується в традиції сім'ї загального права.  Проте, ці наукові внески не мають законної сили та не є юридично обов'язковими. 

### Звичаї
Мексиканське право визнає звичаї — правила, принципи та норми, утворені через послідовне, але одноманітне сприйняття з часом, — але тільки тоді, коли це визнання базується на основі чіткого положення чинного закону, що дозволяє таке визнання. 

### Загальні принципи права
«Загальні принципи права», прямо наведені в статті 14 Конституції, не були чітко визначені законодавством, але юридичні максими, такі як справедливість, добросовісність, pacta sunt servanda, право на самозахист та suum cuique, як правило, цитуються правознавцями.

### Конституції та право штатів
Кожен з тридцяти одного штату Мексики та Федеральний Округ має свою конституцію, відому як місцева конституція або конституція штату (ConstitucióndelEstadoorConstitutuciónlocal). Закони і підзаконні акти кожного штату та Федерального Округу опубліковані у відповідних Офіційних державних вісниках (GacetaOficialdelEstado). На федеральному та місцевому рівнях, публікація повних обов'язкових судових рішень (у порівнянні з тезою) є вкрай обмеженою, або просто не існує. 

## Юриспруденція
Традиція континентального права має тенденцію виділяти різноманітні структурні підрозділи права. Є дві основні сфери права: приватне право, що стосується відносин між приватними особами, та публічне право, що стосується відносин між фізичними особами та урядом. Цивільний кодекс є найбільш важливим втіленням права, та базується на Римському праві. Інші теми включають в себе ті, які пов'язані з філософією права, у тому числі основні школи думки і головні розбіжності; об'єктивне та суб'єктивне право; матеріальне та процесуальне право; статутне та звичаєве право; федеральне, право штату та муніципальне право; і національне та міжнародне право та закони співтовариства.

## Публічне право
Основними кодексами Мексики у сфері публічного права є Федеральний Кримінальний кодекс (КК) і Федеральний кримінальний процесуальний кодекс (КПК). 

## Приватне право
Основними кодексами Мексики стосовно приватного права є Федеральний Цивільний кодекс (ЦК), Федеральний Комерційний Кодекс (комерційний кодекс), і Федеральний Цивільний процесуальний кодекс (ЦПК). 